# Vocea spațiului
Vocea spațiului (La Voix des airs, 1931) este o pictură în ulei pe pânză realizată de pictorul belgian René Magritte. Există patru versiuni în ulei ale acestei picturi. Cea mai faimoasă este cea care se află la Fundația Solomon R. Guggenheim, Colecția Peggy Guggenheim, Veneția. O altă versiune expusă publicului este păstrată la Albright-Knox Art Gallery, Buffalo, New York.
Clopotele plutesc sus pe cer. Clopoțelul este un motiv care revine des în opera lui Magritte. El a scris: „Am făcut ca clopotele de fier care atârnau de gâtul admirabililor noștri cai să răsară ca niște plante periculoase la marginea unui abis.”.
Compozitorul olandez Johan de Meij a descris tabloul în prima mișcare a suitei sale Colecția venețiană.